# Tomb Raider
Tomb Raider är ett datorspel utvecklat av Core Design för Eidos Interactive, släppt 1996. Spelet släpptes ursprungligen till PC, Playstation och Sega Saturn. Spelet bygger på huvudpersonen Lara Croft vars huvudsakliga sysselsättning består i att lokalisera arkeologiska värdeföremål. Detta spel finns även släppt i en moderniserad utgåva kallad Lara Croft Tomb Raider: Anniversary.
I detta spel anlitas Lara Croft för att hämta en artefakt från en grav i Peru som visar sig vara en av tre delar av "Atlantean Scion". Efter att ha blivit förrådd av sin arbetsgivare reser Lara till Grekland och Egypten för att hitta de andra delarna innan de hamnar i fel händer.